# Raiders (film, 1989)
Pour plus de détails, voir Fiche technique et Distribution.
Raiders (Dealers) est un film britannique de Colin Bucksey sorti en 1989.

## Fiche technique
- Titre original : Dealers
- Titre français : Raiders
- Réalisation : Colin Bucksey
- Scénario : Andrew MacLear
- Photographie : Peter Sinclair
- Montage : Jon Costelloe
- Musique : Richard Hartley
- Production : William P Cartlidge
- Sociétés de production : Euston Films et The Rank Organisation
- Société de distribution : The Rank Organisation
- Pays de production :  Royaume-Uni
- Langue : anglais
- Format : Couleur (Technicolor) - 35 mm - 1,85:1 - Son mono (Western Electric Recording)
- Genre : Drame
- Durée : 87 minutes
- Dates de sortie :
  - Royaume-Uni : 15 septembre 1989
  - France : ?

## Distribution
- Paul McGann : Daniel Pascoe
- Rebecca De Mornay : Anna Schuman
- Derrick O'Connor : Robbie Barrell
- John Castle : Frank Mallory
- Paul Guilfoyle : Lee Peters
- Adrian Dunbar : Lennon Mayhew
- Sara Sugarman : Elana